# Setodes trikantayudha
Setodes trikantayudha är en nattsländeart som beskrevs av Schmid 1987. Setodes trikantayudha ingår i släktet Setodes och familjen långhornssländor. Inga underarter finns listade i Catalogue of Life.